# Вернер Колмайер
Вернер Колмайер (на немски: Werner Kohlmeyer, роден на 19 април 1924 в Кайзерслаутерн; † 26 март 1974 в Майнц) е германски футболист и световен шампион по футбол от 1954 г.
Колмайер играе за Кайзерслаутерн от 1941 до 1960 г. и с този отбор постига титлата на Германия през 1951 и 1953 г., както и участва в останалите три загубени финала на „червените“. Освен за лаутерите, футболистът играе и за Хомбург (1957 – 59) и Бексбах (1959 – 60). Кариерата му в националния отбор на Германия започва през 1951 г. в мач срещу Турция и завършва през декември 1955 г. при поражението с 1:2 от Италия след 22 срещи с националната фланелка.
През 1954 г. защитникът става световен шампион в Швейцария, заедно с четирима свои съотборници от Кайзерслаутерн – Хорст Екел, Вернер Либрих, Фриц Валтер и Отмар Валтер – при така нареченото „Чудо от Берн“. Бързината и отличното владеене на топката, присъщи за бека, го правят равностоен опонент на унгареца Золтан Чибор на финала на световното първенство.
„Коли“, както е наричан от своите приятели, има диплома за деловодител, а на футболния терен играе на позиция ляв защитник. Характерната му бързина го прави и нелош лекоатлет. Без специална предварителна подготовка той дори взема участие в първенството на провинция Райнланд-Пфалц по лекоатлетически петобой. В съботния ден на турнира Колмайер участва в три дисциплини, в неделя сутрин се състезава в останалите две, а следобед на същия ден излиза с червения екип на футболния терен!
Колмайер спира с футболната си кариера през 1960 г. и след това животът му е белязан с много трудности – той изпада в алкохолна зависимост, обеднява и преминава на издръжка на държавата като социално слаб. Последно работи като портиер в сградата на майнцки вестник. Умира на 49 години от сърдечна недостатъчност.
От няколко години съществува футболен турнир в памет на Вернер Колмайер, в който вземат участие отбори от цяла Германия и се провежда на игрището на отбора Морлаутерн.